# إم. روبرت أرون
إم. روبرت أرون (بالإنجليزية: M. Robert Aaron)‏ هو مهندس كهربائي أمريكي، ولد في 21 أغسطس 1922 في فيلادلفيا في الولايات المتحدة، وتوفي في 16 يونيو 2007.